# لي فروست
لي فروست (بالإنجليزية: Lee Frost)‏ (4 ديسمبر 1957 في المملكة المتحدة - ) هو لاعب كرة قدم بريطاني في مركز جناح ‏. لعب مع تشيلسي وميبا ونادي برينتفورد ونادي كرولي تاون وAddlestone & Weybridge Town F.C. ‏.

## وصلات خارجية
- لي فروست على موقع قاعدة بيانات كرة القدم.إي يو (الإنجليزية)